# William Henry Conley
William Henry Conley (11 de juny de 1840 - 25 juliol 1897), va ser un empresari de Pittsburgh. Fou el primer president de la Societat Watch Tower (1881-1884), amb Charles Taze Russell, com a secretari i tresorer.

## Negocis
William Conley va ser comptable de James M. Riter, propietari d'una empresa de fabricació de metalls. En 1873, Riter va morir, i el seu germà, Thomas B. Riter, va formar una associació amb Conley per continuar el negoci, que es va convertir en "Riter Conley i Associats". L'empresa a poc a poc es va convertir en un molt respectat proveïdor en tot el món de la perforació, la mineria i les indústries marines. Conley també fou un accionista, i Director de tercer Banc Nacional d'Allegheny.
William H. Conley estava casat amb Sara Shaffer (1841-1908). William i la seva esposa estaven actius en diverses organitzacions benèfiques de Pittsburgh, incloent-hi un orfenat i escola per als nens d'Àfrica i d'Amèrica, així com un hospital local.

## Cooperació amb la Societat Watch Tower
William H. Conley i Sarah foren dos dels cinc membres originals dels Estudiants de la Bíblia. Joseph Russell, la seva filla Margaret, i el seu fill Charles T., van ser els altres tres. Les famílies Conley i Russell es van conèixer el 1869, en les reunions Adventistes celebrades per Jonas Wendell, George Stetson i George Storrs.
Quan la Societat Watch Tower va ser fundada el febrer de 1881, William Conley va donar 3500 $ (70%) dels 5.000 dòlars de capital inicial. Joseph Russell va donar 1000 $ (20%), i Charles Taze Russell donà 500 $ (10%). Es van fer arranjaments amb les empreses comercials per a gestionar operacions d'impressió en diverses ciutats de Pennsilvània, Nova York, i Ohio, així com a la Gran Bretanya. En 1884, la societat Watch Tower va ser legalment constituïda amb Charles T. Russell com a president.
El 1882, Conley va decidir que no faria més contribucions per al finançament de Russell. Després de 1882, el nom de Conley no s'esmenta més en les pàgines de la revista Watch Tower fins a l'any 1894 quan Russell esmenta a Conley en la seva revista simplement com "un dels estudiants de la Bíblia".
| «                                                                                           | "Zion's Watch Tower Tract Society va ser constituïda el 16 de febrer de 1881, ...com a president Conley i CT Russell, com a secretari i tresorer." | » |
| — Testimonis de Jehovà - Proclamadors del Regne de Déu, © 1993 Watch Tower, a la pàgina 576 | |   |

Fins ara, aquesta és l'única menció de Conley a la literatura dels Testimonis de Jehovà, publicada des de 1950.